# Marina Vlady
Marina Vlady, pseudonimo di Marina Catherine Poljakova (Clichy, 10 maggio 1938), è un'attrice francese di origine russa.

## Biografia

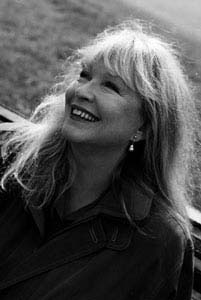
Marina Vlady nel 1996

Nata a Clichy, Marina Catherina è la minore delle quattro figlie di Vladimir de Poliakoff e di Militza Envald, due russi bianchi rifugiati in Francia a causa della rivoluzione. Suo padre era cantante d'opera, la madre era una étoile della danza. Tutte e quattro le sorelle Poliakoff seguirono la carriera artistica. Olga, la maggiore (1928-2009), assunse lo pseudonimo di Olga Varen, Militza (1932-1988) quello di Hélène Vallier, Tania (1930-1980) quello di Odile Versois, mentre Catherine Marina sarebbe diventata una delle più note attrici francesi con il nome di Marina Vlady.
Vlady studiò danza all'Opera di Parigi e debuttò dodicenne nel cinema partecipando al film Orage d'éte (1949), pellicola che ebbe fra gli interpreti sua sorella Odile Versois. Ottenne i suoi primi successi in Italia che la resero nota a livello europeo. Nel 1954, sedicenne, vinse il premio Suzanne Bianchetti come attrice rivelazione nel film Prima del diluvio (1953) di André Cayatte. L'anno successivo interpretò quello che è considerato il suo film mitico: La strega (1955), che ebbe cinque anni di programmazione continuata in URSS.

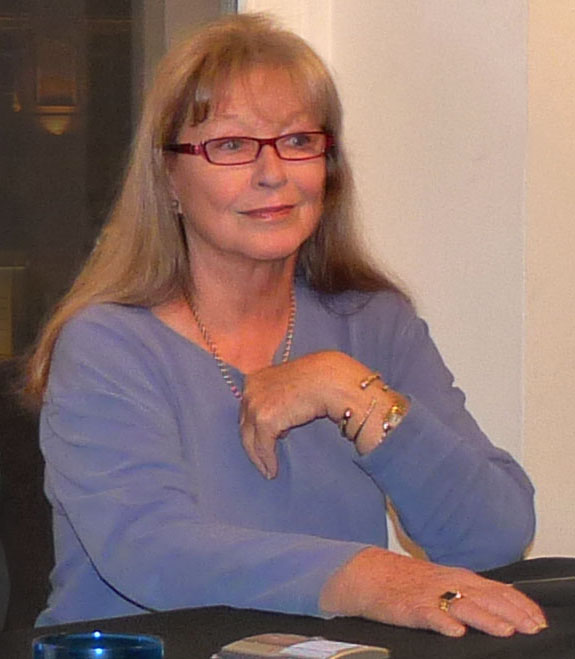
Marina Vlady nel 2009

Nel 1955 sposò Robert Hossein, che la diresse nel suo film di esordio alla regia, Gli assassini vanno all'inferno. Nacque un sodalizio artistico che non si rivelerà vincente. Dopo il divorzio, Marina venne riscoperta dal cinema italiano con La ragazza in vetrina (1960) di Luciano Emmer. Saranno poi Jean Delannoy, Jean Cocteau e Jean Marais a volerla come interprete ideale per La principessa di Clèves (1961), premio Femina a Bruxelles.
Dal 1960 al 1962 si affermò come una delle attrici più richieste del cinema francese ed italiano. Fu diretta da Alberto Lattuada in  La steppa (1962), e nello stesso anno venne scelta da Marco Ferreri come protagonista nel censurato L'ape regina (titolo originale prima del ritiro dagli schermi) che le varrà il premio come migliore interpretazione femminile al Festival di Cannes nel 1963. Nello stesso anno sposò Jean-Claude Brouillet, proprietario della linea aerea Trans-Gabon, da cui divorzierà nel 1965.
Orson Welles la scritturò per il ruolo di Lady Percy in Falstaff (1964), Henri Colpi per Steaua fara nume (1965), e nel 1966 Jean-Luc Godard la scelse per la parte principale in Due o tre cose che so di lei. Ottenne poi il ruolo di Lika Mizanova, il grande amore di Anton Cechov, nel film Sjuzet dlja nebol'sogo rassakaza / Un amour de Tchékhov (1968) di Sergej Iosifovič Jutkevič e in URSS incontrò Vladimir Semënovič Vysockij, grande poeta e cantautore, che diventerà il suo terzo marito dal 1970 all'anno della morte nel 1980. Nel 1987 dedicò appunto a Vysockij il libro Vladimir ou le vol arrêté, tradotto in Italia a cura del regista e scrittore Gianni Da Campo.
Autrice di nove libri, è rimasta attiva in campo teatrale e cinematografico dove, nel 2009, ha interpretato il ruolo femminile nel film Quelques jours de répit di Amor Hakkar.

## Filmografia

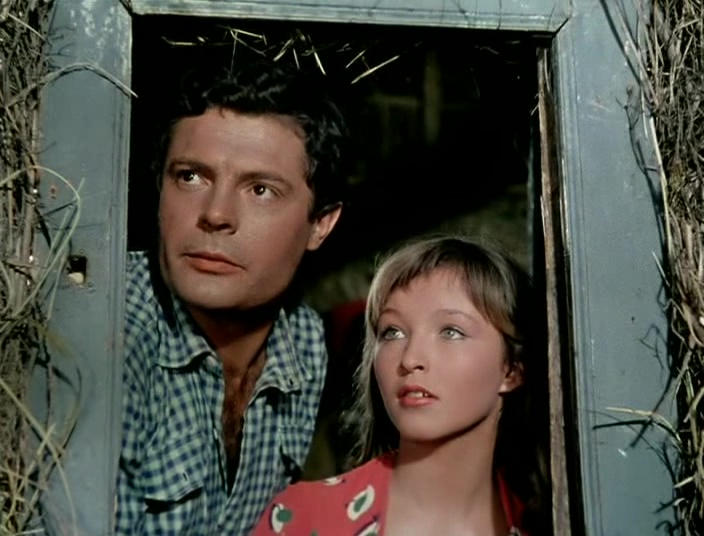
Marina Vlady con Marcello Mastroianni in Giorni d'amore (1954)

Marina Vlady in Una storia moderna - L'ape regina (1963)

- Orage d'éte, regia di Jean Gehret (1949)
- Due sorelle amano, regia di Jacopo Comin (1950)
- Pardon My French, regia di Bernard Vorhaus (1951)
- Dans la vie tout s'arrange, regia di Marcel Cravenne (1951)
- Fanciulle di lusso, regia di Bernard Vorhaus (1952)
- Penne nere, regia di Oreste Biancoli (1952)
- Le infedeli, regia di Steno e Mario Monicelli (1952)
- La figlia del diavolo, regia di Primo Zeglio (1952)
- L'età dell'amore, regia di Lionello De Felice (1953)
- Canzoni, canzoni, canzoni, regia di Domenico Paolella (1953)
- Musoduro, regia di Giuseppe Bennati (1953)
- Prima del diluvio (Avant le déluge), regia di André Cayatte (1953)
- Giorni d'amore, regia di Giuseppe De Santis (1954)
- Lei (Sie), regia di Rolf Thiele (1954)
- Sinfonia d'amore, regia di Glauco Pellegrini (1954)
- Le avventure di Giacomo Casanova, regia di Steno (1954)
- La giungla del peccato (Le Crâneur), regia di Dimitri Kirsanoff (1955)
- Sofia e il delitto (Sophie et le crime), regia di Pierre Gaspard-Huit (1955)
- Gli assassini vanno all'inferno (Les Salauds vont en enfer), regia di Robert Hossein (1955)
- La strega (La Sorcière), regia di André Michel (1955)
- Pardonnez nos offenses, regia di Robert Hossein (1956)
- I peccatori guardano il cielo (Crime et châtiment), regia di Georges Lampin (1956)
- Liberté surveillée, regia di Vladimir Voltchek (1957)
- Nella notte cade il velo (Toi... le venin), regia di Robert Hossein (1958)
- La sentenza (La Sentence), regia di Jean Valère (1959)
- La notte delle spie (La Nuit des espions), regia di Robert Hossein (1959)
- Le canaglie (Les Canailles), regia di Maurice Labro (1959)
- La ragazza in vetrina, regia di Luciano Emmer (1960)
- La principessa di Clèves (La Princesse de Clèves), regia di Jean Delannoy (1961)
- Le bugie nel mio letto (Adorable menteuse), regia di Michel Deville (1961)
- Sensi inquieti, regia di Stellio Lorenzi (1961)
- La steppa, regia di Alberto Lattuada (1961)
- I 7 peccati capitali (Les Sept péchés capitaux) (Episodio La superbia), regia di Roger Vadim (1961)
- La Cage, regia di Robert Darène (1962)
- L'omicida (Le Meurtrier), regia di Claude Autant-Lara (1962)
- Una storia moderna - L'ape regina, regia di Marco Ferreri (1962)
- Il delitto Dupré (Les Bonnes causes), regia di Christian-Jaque (1963)
- Confetti al pepe (Dragées au poivre), regia di Jaques Baratier (1963)
- Falstaff (Campanadas de medianoche), regia di Orson Welles (1964)
- Una moglie americana, regia di Gian Luigi Polidoro (1965)
- Il ladro della Gioconda (On a volé la Joconde), regia di Michel Deville (1965)
- Mona / Steaua fara nume, regia di Henri Colpi (1965)
- OSS 117 a Tokio si muore (Atout coeur à Tokyo pour O.S.S. 117), regia di Michel Boisrond (1966)
- Due o tre cose che so di lei (2 ou 3 choses que je sais d'elle), regia di Jean-Luc Godard (1966)
- Il tempo di vivere (Le Temps de vivre), regia di Bernard Paul (1969)
- Sjužet dlja nebol'šogo rasskaza, regia di Sergej Iosifovič Jutkevič (1969)
- Scirocco d'inverno (Sirokkó), regia di Miklós Jancsó (1969)
- Pour un sourire, regia di François Dupont-Midy (1969)
- Contestazione generale (Episodio Il prete), regia di Luigi Zampa (1969)
- La nuit bulgare, regia di Michel Mitrani (1970)
- Saffo, regia di Georges Farrel (1970)
- Questo nostro simpatico mondo di pazzi (Tout le monde il est beau, tout le monde il est gentil), regia di Jean Yanne (1972)
- Il complotto (Le Complot), regia di René Gainville (1973)
- Che la festa cominci... (Que la fête commence...), regia di Bertrand Tavernier (1974)
- I baroni della medicina (7 morts sur ordonnance), regia di Jacques Rouffio (1975)
- Ök ketten, regia di Márta Mészáros (1977)
- Il triangolo delle Bermude (The Bermuda Triangle), regia di René Cardona Jr. (1977)
- Il ladro di Bagdad (The Thief of Baghdad), regia di Clive Donner (1978)
- L'oeil du maître, regia di Stéphane Kurc (1979)
- Il malato immaginario, regia di Tonino Cervi (1979)
- Duos sur canapé, regia di Marc Camoletti (1979)
- L'ogre de Barbarie, regia di Pierre Matteuzzi (1980)
- Les jeux de la comtesse Dolingen de Gratz, regia di Catherine Binet (1980)
- Bis später-ich muss mich erschiessen, regia di Vojtek Jasny (1983)
- Bordello, regia di Nikos Koundouros (1984)
- Tangos - L'esilio di Gardel (Tangos. El exilio de Gardel), regia di Fernando Ezequiel Solanas (1985)
- Una casa in bilico, regia di Antonietta De Lillo e Giorgio Magliulo (1985)
- Compagni miei atto I (Twist again à Moscou), regia di Jean-Marie Poiré (1986)
- Il sapore del grano, regia di Gianni Da Campo (1986)
- L'iniziazione, regia di Gianfranco Mingozzi (1986)
- Notes pour Debussy-Lettre ouverte à Jean-Luc Godard, regia di Jean-Patrick Lebel (1987)
- Follow Me, regia di Maria Knilli (1989)
- Splendor, regia di Ettore Scola (1988)
- P'juchtchie krov', regia di Evghenij Tatarskij (1990)
- Oroshiyakoku Suimutan, regia di Junya Sato (1992)
- Le fils de Gascogne, regia di Pascal Aubier (1994)
- Jeunesse, regia di Noël Alpi (1995)
- Anemos stin poli, regia di Petros Sevastikoglou (1995)
- Quelques jours de répit, regia di Amor Hakkar (2009)

## Omaggi
Nel 1993 il cantautore astigiano Giorgio Conte le ha dedicato la canzone Marina Vlady, incisa nell'album Giorgio Conte, in cui descrive l'attrice con queste parole 
(Giorgio Conte, Marina Vlady)

## Riconoscimenti
- 1954 – Prix Suzanne Bianchetti per Prima del diluvio
- Festival di Cannes
  - 1963 – Prix d'interprétation féminine per Una storia moderna - L'ape regina
- 1970 – Étoiles de cristal per Il tempo di vivere
- 2008 – Prix Reconnaissance des cinéphiles alla carriera

## Doppiatrici italiane
- Maria Pia Di Meo in Le infedeli, Prima del diluvio, I peccatori guardano il cielo, Il delitto Dupré, Che la festa cominci...
- Giuliana Maroni in Fanciulle di lusso
- Rosetta Calavetta in Penne nere
- Adriana Parrella in La figlia del diavolo
- Maria Pia Casilio in Giorni d'amore
- Valeria Valeri in Una storia moderna - L'ape regina
- Vittoria Febbi in Falstaff
- Flaminia Jandolo in Il ladro della Gioconda
- Rita Savagnone in Contestazione generale
- Germana Dominici in Il triangolo delle Bermude
- Rossella Izzo in L'iniziazione